# シャッフル (カード)

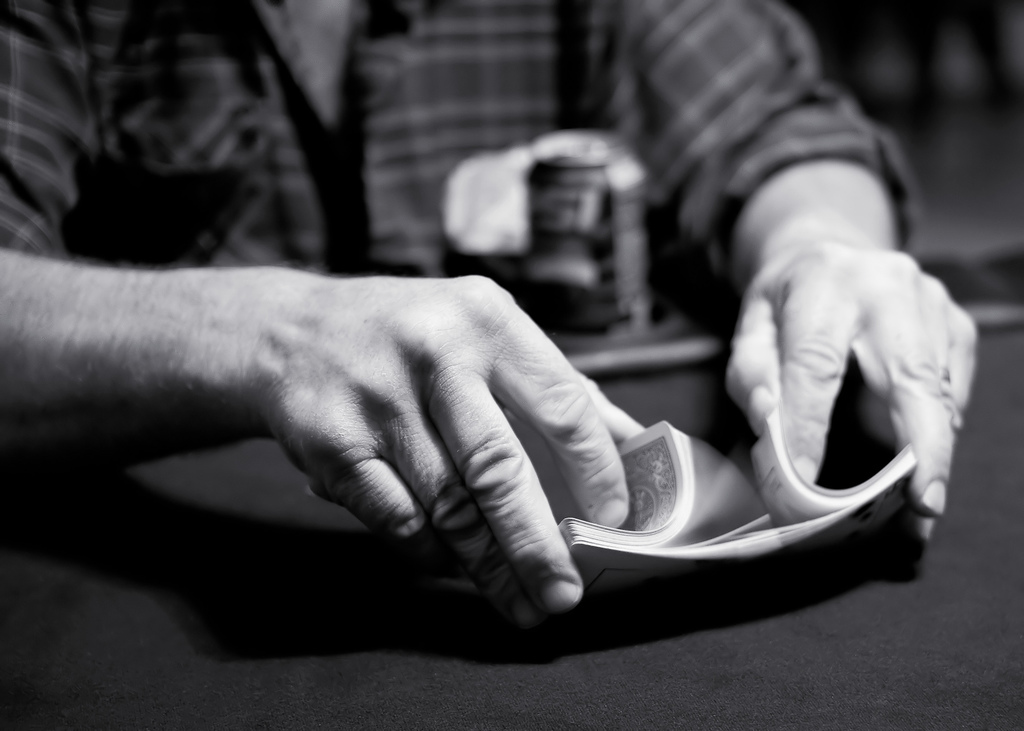

トランプなどのカードゲームでカードを混ぜ合わせることをシャッフル（英語　Shuffle ）という。トランプを用いた奇術（カードマジック）でもよく行われる。

## シャッフルの種類
カジノなどではいかさま防止に器具を用いてカードをシャッフルする方法もあるがここでは人間の手で行う方法に限定して説明する。混ぜる対象となる1組のカードの山をデッキという。

### ディールシャッフル
パイルシャッフルとも呼ばれる。
テーブル上のいくつかの場所に順番に1枚ずつカードを配っていく。全てのカードを配り終えたらテーブルの上にできたいくつかの束を重ねて1つにまとめる。時間がかかるという欠点がある。1人がデッキを引くというトレーディングカードゲームでカードを傷めないシャッフル方法として頻繁に行われる。ただし、前述のとおり時間のかかるシャッフル法であるためディールシャッフルの回数に制限を設けられている場合があるタイプのゲームの場合、ディールシャッフルが均等に混ぜる目的で不正に使われるのを防止するため、ディールシャッフル単体でのシャッフルを禁止していることもある。
ディールシャッフルを2回、1回目の山の数と2回目の山の数の積がデッキの枚数になるようにディールシャッフルを行う（例：60枚なら1回目に6枚切り、2回目に10枚切り）と、山の順番が元に戻る特性がある。そのため、ディールシャッフルの前後や1回目と2回目の間にヒンズーシャッフルなどを行ったり、デッキの枚数が決まっている時には約数の山に分けない、などの対処を行う。

### ヒンドゥーシャッフル
カッターとも呼ばれる。
主に東洋で行われるシャッフルで、日本人が最もよく使う混ぜ方である。方法は花札の切り方に似ており、右手に持ったデッキの上の部分を前方に動かして右手から左手に移し取る。続いて右手に残った束の上の部分を左手の束の上に移し取る。これを繰り返し最終的には全てのカードを左手に移す。カードがある程度まとまって移動するので必ずしもカードがよく混ざるとはかぎらないのが欠点である。
デッキを下からすくうように持つ方法を、特にカルタ切りとも呼ばれる。

### オーバーハンドシャッフル
落とし切りとも呼ばれる。ヒンドゥーシャッフルと似ているが持ち方が異なる。具体的な方法としては、まず最初にデッキの内端と外端を右手の親指と中指で保持する。左手の親指をカードの裏に強く当てて、右手を上に引くと数枚（もしくは1枚）ずつカードを取れる。右手を下げ、残った右手のカードの山からとったカードの上に左手の親指で数枚ずつとってゆく、これを繰り返す。ヒンドゥーシャッフルと違って、右手から左手にカードを移す際に前方でなく左方向に移し取るのが特徴である。

### リフルシャッフル
デッキを2つに分割し、それぞれのパケットの端をはじいて端同士を噛み合わせそのまま1つに揃えてしまうシャッフル。テーブル上で行う方法と手の中で行う方法があり、カジノではテーブルで行う方法が一般的である。テーブル上で行うリフルシャッフルが好まれる理由としては、手の中で行うリフルシャッフルはバリバリと音を立てることやカードに大きな反りが生じること、シャッフル中に表が見えることなどが考えられる。手の中で行うには少し練習が必要である。
方法としては手の中で行う場合は2組に分けて弾いて混ぜ、テーブル上で行う場合は二組に分けたパケットのサイド側を弾いて混ぜる。
リフルシャッフルはマジシャンがフラリッシュとして片手で行う場合もある。
リフルシャッフルを正確に（ちょうど半分に分けて、1枚ずつ交互に、最上位のカードが常に上になるように）一定回（例えば52枚のカードの時8回）行えば、元通りの順番に戻る。

### ファローシャッフル
フェイロシャッフル・コンバインシャッフル・ウィーヴとも呼ばれる。
リフルシャッフルと似ているが2つに分けたパケットの端を噛み合わせるときにカードの端をはじくのではなく、端同士を押し付けるようにする。熟練すればデッキを正確に2等分し、2つのパケットを完全に1枚ずつ噛み合わせることも可能となる。
これもトレーディングカードゲームで頻繁に用いられる。TCGで使われるカード・スリーブは端が接着のために細くなっており、中心はカード厚みでふくらんでいるため、行いやすいが、スリーブの寿命が縮まる欠点もある。トランプで行うのは難易度が高いとされる。
リフルシャッフルとファローシャッフルは1枚1枚はよく混ざる反面、元のデッキの最上部のカードは上部に、元の最下部のカードは下部に残りやすく、デッキの全体としての流れが変わりづらいという欠点がある。したがって、多くの場合他のシャッフル法やカットとの併用が求められる。

### マシンガンシャッフル
デッキを2つに分け、両手の中で順海老反りに曲げて中央の机上に向けて射出（スプリング）する方法。両手のスプリングを同時にやると、中央の机の上で大体混ざる。派手な方法だが、カードを損傷するとして歓迎されない。
リフルシャッフルのことをこう呼ぶこともある。

### ウォッシュシャッフル
チェミーシャッフル・アイリッシュシャッフル・コーギーシャッフル・ビギナーシャッフル・スクランブル・焼きそばシャッフルとも呼ばれる。
カードを机に広げ手でかき混ぜるシャッフル。麻雀の洗牌《シーパイ》に似る。カードの上下も入れ替わるため、カード裏の上下が対称となっていないカードやカード・スリーブを使っている場合は不適である。カジノやカードの上下方向が重要なタロット占いなどで使われる。

### リバプールシャッフル
リフルシャッフルと同じ要領だが、互いのカードを噛み合わせないで行う。つまり、実際にはシャッフルできていない。これは映画『ハード・デイズ・ナイト』などで確認できる。